# Bengt Bosshammar
Bengt Bosshammar, ursprungligen Johansson, född den 23 februari 1922 i Stockholm, död den 18 juni 2012 i Mullhyttan, Lekebergs kommun, var en svensk målare.
Bosshammar utbildade sig till reklamtecknare. Efter studierna fick han anställning vid en snickerifabrik i Fjugesta där han arbetade med intarsia. Som konstnär ställde han ut separat på ett 25-tal platser i Sverige och han medverkade i ett flertal samlingsutställningar bland annat på Färg och Form i Stockholm, Konstnärshuset i Stockholm, Liljevalchs vårsalong, Länets konst på Örebro läns museum och med Borgholms konstförening sedan 1964. Han var hedersutställare vid Konstfrämjandets utställning Konst för ditt hem.
Han tilldelades Örebro läns konstförenings stipendium 1961, Örebro läns landstings kulturstipendium 1967, Örebro kommuns resestipendium 1972 och Statens konstnärsbidrag 1978.
Hans konst består av stilleben, stadsbilder, landskapsskildringar med motiv från Öland och Spanien.
Bosshammar är representerad vid Örebro läns museum, Eskilstuna kommun, Umeå kommun, Örebro kommun, Örebro läns landsting, Södermanlands läns landsting, Östergötlands läns landsting, Kalmar läns landsting samt i ett flertal skolor.
I början av sin konstnärsbana signerade han sina verk med efternamnet Johansson.